# 虫
虫（蟲、むし）の意味は次の通りである。
- （本草学）人類・獣類・鳥類・魚類以外の小動物の総称[1][2]。昆虫[2]、秋に鳴く虫を限定して指すこともある。
- 蠕形動物のこと[1][2]。なかでも回虫[1][2]。
  - 回虫などによって起こると考えられていた腹痛などのこと[1][2]。
  - 潜在する意識。昔は（体内の）虫が人の心の中に考えや感情を引き起こすと考えられていた[1][2]。

## 古代中国での虫や蟲

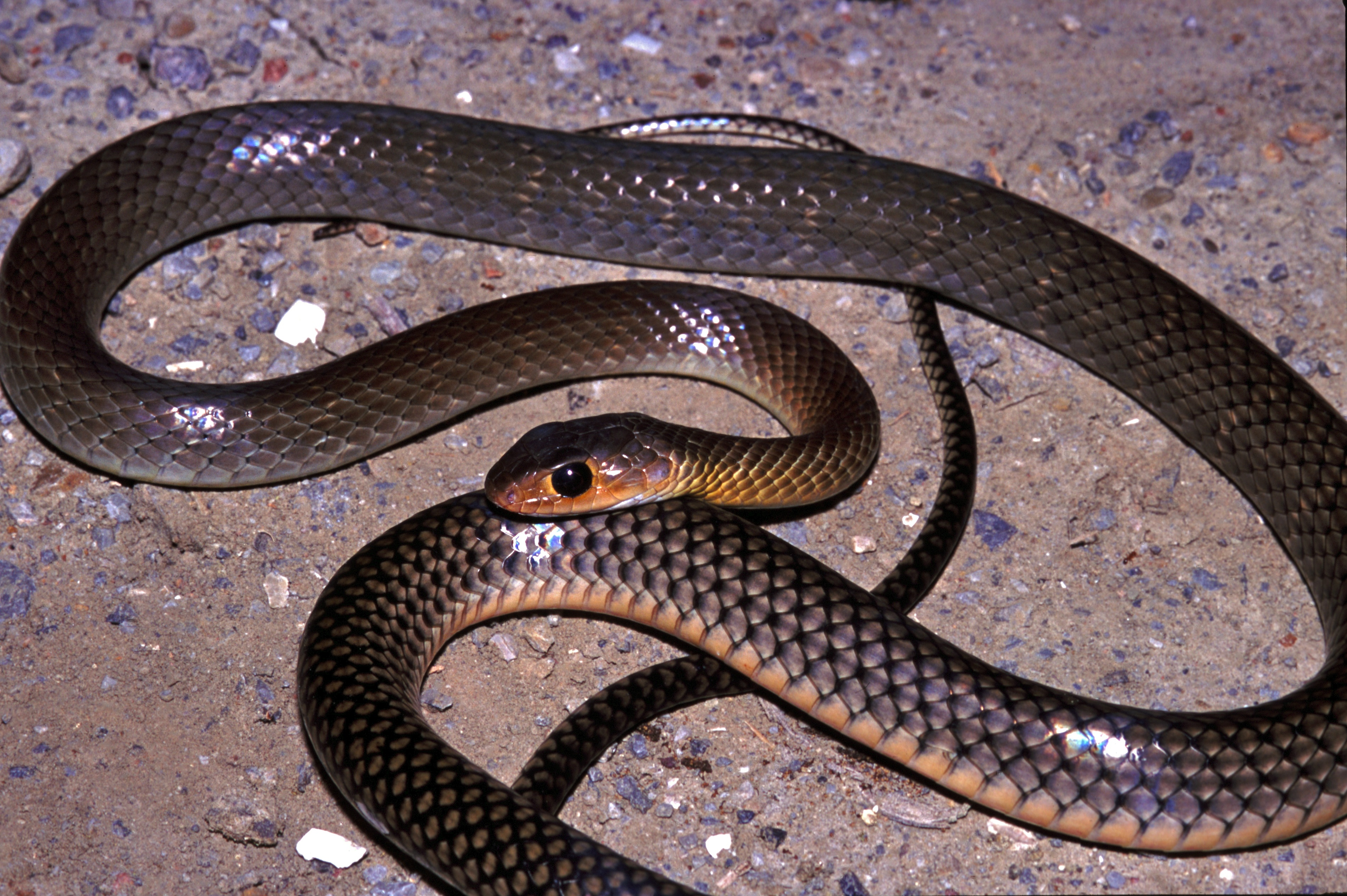
もともと象形文字の「虫」が指したもの

虫という漢字の由来は、ヘビをかたどった象形文字で、本来はヘビ、特にマムシに代表される毒ヘビを指した。読みは「キ」であって、「蟲」とは明確に異なる文字や概念であった。
蟲という漢字は、もとは、人間を含めてすべての生物、生きとし生きるものを示す文字・概念であり、こちらが本来「チュウ」と読む文字である。古文書においては「羽蟲」（鳥）・「毛蟲」（獣）・「鱗蟲」（魚および爬虫類）・「介蟲」（カメ、甲殻類および貝類）・「裸蟲」（ヒト）などという表現が登場する。
しかし、かなり早い時期から画数の多い「蟲」の略字として「虫」が使われるようになり、本来別字源の「虫」と混用される過程で「蟲」本来の生物全般を指す意味合いは失われていき、発音ももっぱら「チュウ」とされるようになり、意味合いも本来の「虫」と混化してヘビ類ないしそれよりも小さい小動物に対して用いる文字へと変化していった。なお、本来「キ」と発音する「虫」は、「虺」の字が同音同義である。
「竜（龍）」（中国で存在が信じられた神獣。架空の生き物）に関しても虫偏を用いる漢字が散見される。「蛟」（ミズチ、水中に住まうとされる竜、蛟竜（こうりゅう）、水霊（みずち）とも呼ばれる）、蜃（シン）（同じく水中に住まうとされる竜、「蜃気楼」は「蜃」の吐く息が昇華してできる現象だと考えられていた）、虹（コウ、にじ、「虹」は天に舞う竜の化身だと考えられていた、虹蛇（こうだ、にじへび）という表現も用いられる）などといった表記が代表的なものである。ただ、竜（龍）に関する文字については、架空の「生物」として「蟲」の意を付与した虫偏を用いているのか、「ヘビの神獣化」として「虫」の意を付与した虫偏を用いているのかは見解が分かれる。

## 古代～近世日本での「むし」や「虫」
もともと大和言葉の「むし」がどんな範囲を指したのかについてははっきりしたことは分かっていない。大和言葉の「むし」と、中国から何度も渡来する「虫」などの文字、概念が重層的に融合したのでなかなか一筋縄では把握できない。

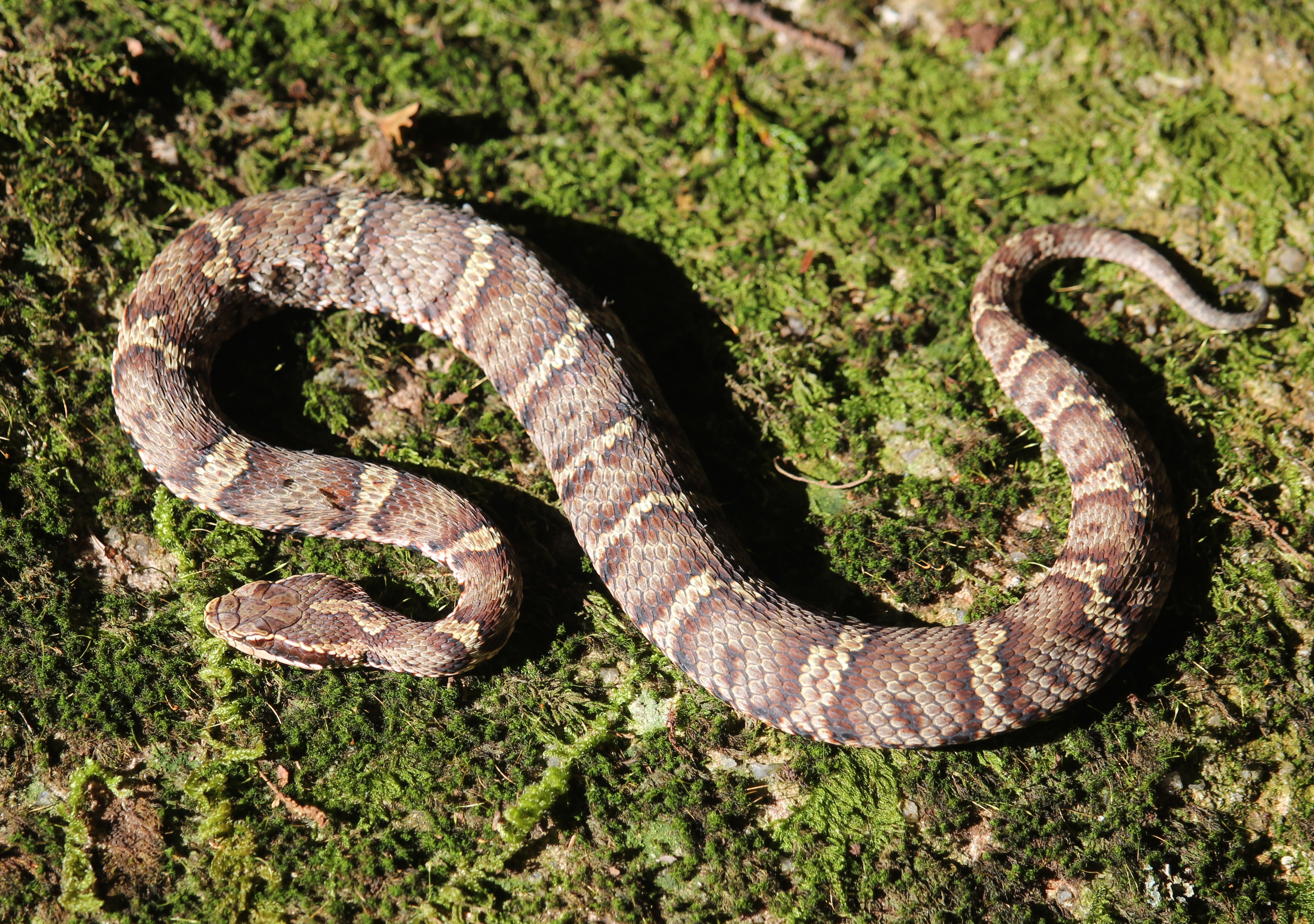
まむし

まむしと言う表現が古くからあるので、中国の漢字の「虫」同様に蛇類がむしの中のむしというとらえかたが（も）あったことは判る。

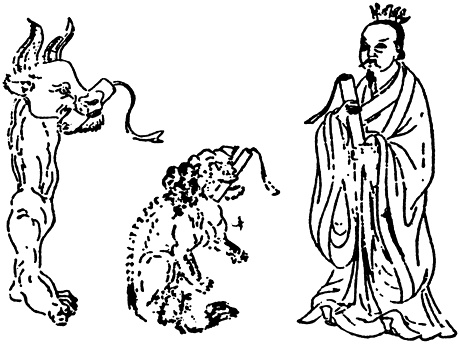
人の腹の中に棲むと信じられた虫　三尸

日本では《三尸の虫》（さんしのむし）というものの存在が信じられた。これは中国の道教に由来する庚申信仰（三尸説）。人間の体内には、三種類の虫がいて、庚申の日に眠りにつくと、この三つの虫が体から抜け出して天上に上がり、直近にその人物が行った悪行を天帝に報告、天帝はその罪状に応じてその人物の寿命を制限短縮するという信仰が古来からあり、庚申の夜には皆が集って賑やかに雑談し決して眠らず、三尸の虫を体外に出さないという庚申講が各地で盛んに行われた。
人々は人の体内に虫がいると信じそれがさまざまなことを引き起こすという考えを抱いていたのである。
結果として次のような表現が日本語に定着している。
虫の知らせ
予感。体内にいる「虫」が、通常では知り得ないようなことや、遠方で起こる事件を予言してくれたように感じること。
腹の虫
- 腹の虫が治まらない : 不満が治まらないこと。
- 腹の虫が鳴く : 空腹で腹から音が出ること。

虫の居所が悪い
機嫌が悪いこと。体内にいる「虫」の居場所が落ち着かないと、その人の機嫌も悪くなると信じられていたことから。
虫が（の）いい
自分勝手なこと。
虫が（の）好かない
気に入らないこと。
獅子身中の虫
身内でありながら害をなす分子のこと。間者、内通者、扇動者、諜報活動、間接侵略も参照。

## 現代日本のムシ、虫、蟲
現在では虫の定義は曖昧な所がある。

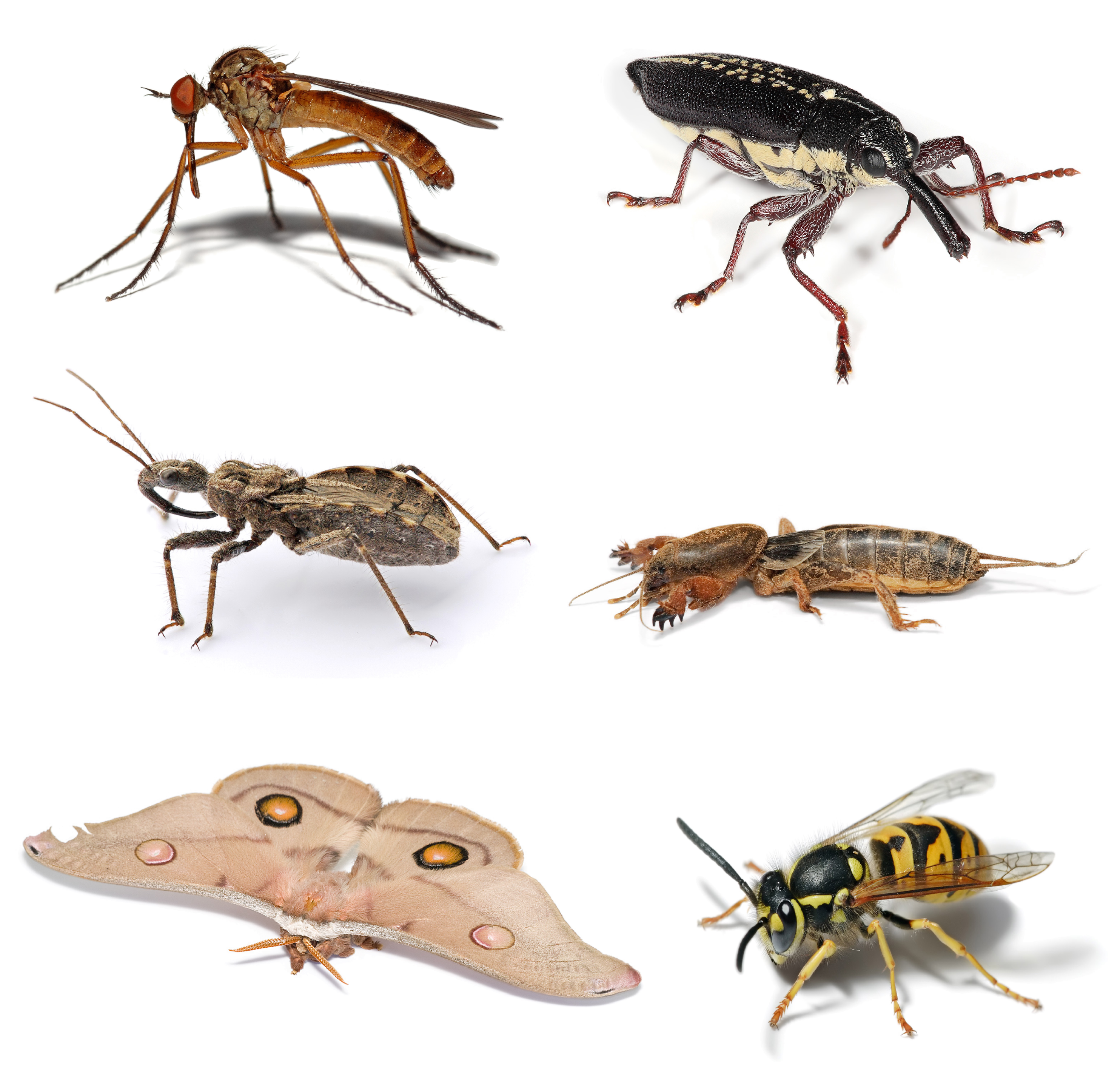
昆虫類

殆どの人が昆虫、クモ(クモ綱)、ムカデ(多足類)、ダンゴムシ(甲殻類)などを虫に含める。また、昆虫の幼虫であるイモムシやウジムシも含む。
また、虫にはミミズなどのいわゆる蠕虫も含む事がある。蛞蝓や、「デンデンムシ」とも呼ばれるカタツムリなどの陸貝・田螺も虫の範疇に入れられる事がある。
ヘビは、「長虫」と呼ばれる事がある。
学問上の名称として残る「ムシ」
今も分類学において、小さな動物で「ムシ」の名を与えられているものは多い。たとえば
- 扁形動物門のウズムシ
- 紐形動物門のヒモムシ
- 星口動物門のホシムシ
- 軟体動物のフナクイムシ

虫の音読みである「チュウ」を与えられた例も多い。
- 線形動物のセンチュウ、カイチュウ、ギョウチュウなど
- 中生動物のニハイチュウ

単細胞生物の運動性のあるもの、つまり原生動物でもゾウリムシ・ラッパムシなどがある。
いずれにしても、節足動物の陸生を主体とする分類群(多足亜門、六脚亜門、鋏角亜門の蛛形綱、甲殻類のワラジムシ亜目)が中心となる。
カマキリやコオロギなど、和名で「ムシ」と付かないものも存在する。
貝の種類を表す漢字には虫偏のものが多い（「蛤」など）。
学術用語の爬虫類は、種の多い代表的な爬虫類であるトカゲ類をイメージして、「爬蟲類」（這い回る生き物）として命名されたものである。

## 虫にちなむ表現
古代～近世日本で存在が信じられた“人の体内に棲む虫”という考え方にもとづいた表現はすでに紹介したが、昆虫をはじめとした小動物の意味で他にも次のような表現も用いられている。
虫の息（むしのいき）
瀕死の状態。呼吸が、小さな虫、生物のように小さく、頼りないことからの連想だが、実際の呼吸を示して使うわけではない。
悪い虫が付く（わるいむしがつく）
良くない人が親しくなること。
虫酸が走る（むしずがはしる）
嫌悪感を抱くこと。
虫も殺さぬ（むしもころさぬ）
おとなしく穏やかなこと。
飛んで火に入る夏の虫（とんでひにいるなつのむし）
自ら危険、失敗に飛び込むこと。向日性の飛翔昆虫が、夜間の灯火に勝手に寄ってきて身を焦がし身を滅ぼすさまから。
蓼食う虫も好きずき（たでくうむしもすきずき）
好みは人による、という感嘆の意味。蓼の葉には独特のエグ味があり、それを嫌ってこの葉を食する虫はほとんどいないが、なかにはその風味を好む虫もいるということから。
一寸の虫にも五分の魂（いっすんのむしにもごぶのたましい）
小さくても、力や存在感があること。
苦虫を噛み潰したよう（くちゅうをかみつぶしたよう）
苦々しいさま。「苦虫」は噛めば苦いであろうと思われる虫。
嫌な人という意味で使うこともある。
弱虫（よわむし）
気の弱い人。
泣き虫（なきむし）
涙もろい人。
点取り虫（てんとりむし）
学校の試験で、高得点を得る人を嫌って呼ぶ。
金食い虫（かねくいむし）
非常に出費がかかるもののたとえ。
人格的な虫（〜のむし）
動物的な意味合いに近いが、人間が持ちうる自己思考を放棄した周囲の思惑に流される人間の事を指す。
何かの趣味に耽る人のことを「～の虫」と言うこともある。「本の虫」など。
疳の虫（かんのむし）
赤ん坊がぐずったり強く泣いたりするのを体内にいる虫のせいだと考えたもの。

## 関連項目

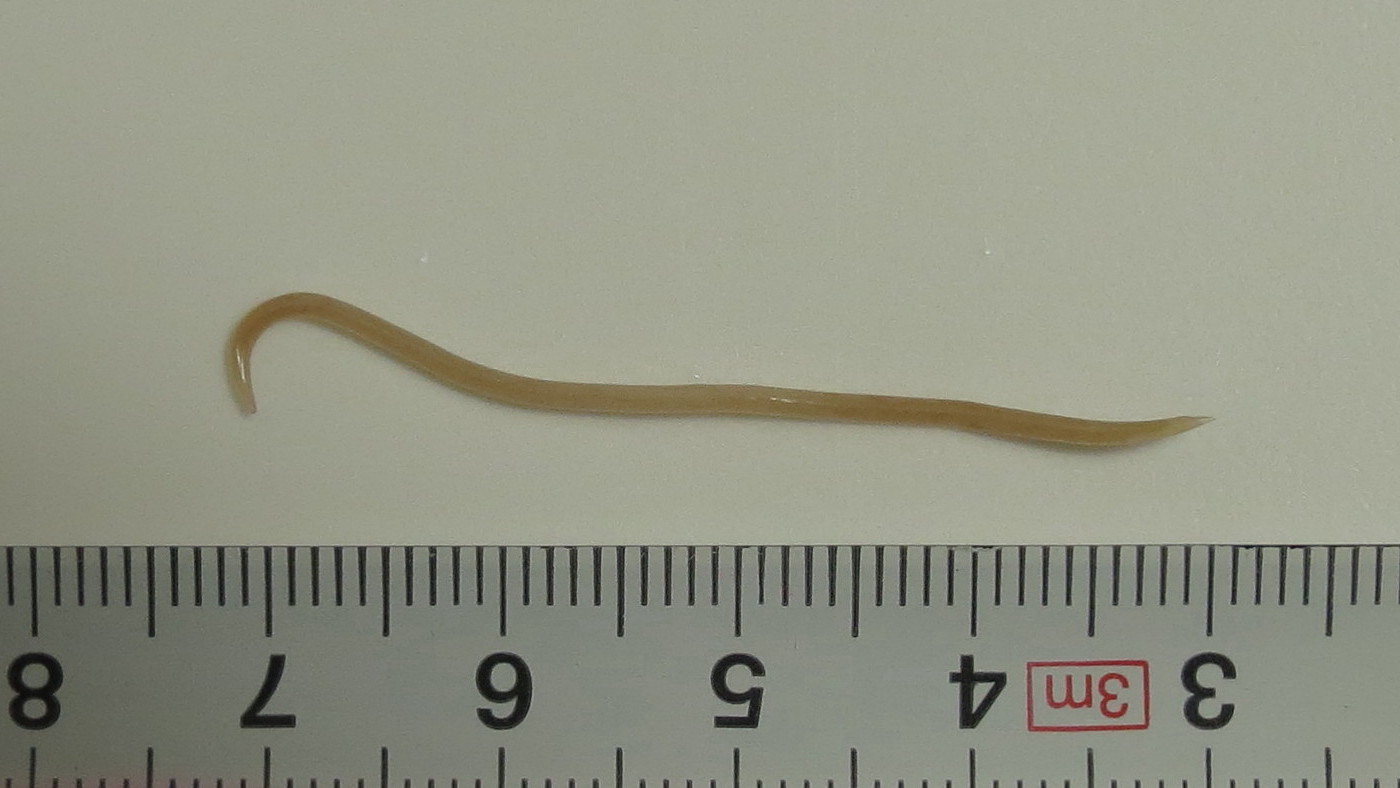
回虫